# Aalesunds Fotballklubb 2005
Questa voce raccoglie le informazioni riguardanti l'Aalesunds Fotballklubb nelle competizioni ufficiali della stagione 2005.

## Stagione
L'Aalesund chiuse la stagione al 13º posto in classifica, retrocedendo così nella 1. divisjon. L'avventura nel Norgesmesterskapet 2005 si chiuse invece agli ottavi di finale, con l'eliminazione per mano del Brann. Il calciatore più utilizzato in stagione fu Peter Werni con le sue 25 presenze, mentre Lasse Olsen fu il miglior marcatore con 7 reti.

## Maglie e sponsor
Lo sponsor tecnico per la stagione 2005 fu Umbro, mentre lo sponsor ufficiale fu Sparebanken Møre. La divisa casalinga era composta da una maglietta arancione con inserti blu, pantaloncini blu e calzettoni arancioni.
| Casa |

## Rosa
| N. |                     | Ruolo | Calciatore                 |
| -- | ------------------- | ----- | -------------------------- |
| 1  | Norvegia (bandiera) | P     | Kim Deinoff                |
| 2  | Norvegia (bandiera) | D     | Marius Aam                 |
| 3  | Islanda (bandiera)  | D     | Haraldur Freyr Guðmundsson |
| 4  | Norvegia (bandiera) | D     | Herman Ekeberg             |
| 5  | Norvegia (bandiera) | C     | Erlend Holm                |
| 6  | Norvegia (bandiera) | D     | Peter Werni                |
| 7  | Norvegia (bandiera) | C     | Trond Fredriksen           |
| 8  | Norvegia (bandiera) | C     | Frode Fagermo              |
| 9  | Norvegia (bandiera) | A     | Tor Hogne Aarøy            |
| 10 | Norvegia (bandiera) | A     | Joakim Austnes             |
| 11 | Norvegia (bandiera) | A     | Morten Moldskred           |
| 12 | Norvegia (bandiera) | P     | Andreas Lie                |
| 13 | Brasile (bandiera)  | C     | Bechara Oliveira           |
| 13 | Norvegia (bandiera) | C     | Rune Berger                |

| N. |                        | Ruolo | Calciatore          |
| -- | ---------------------- | ----- | ------------------- |
| 14 | Capo Verde (bandiera)  | C     | Paulo dos Santos    |
| 15 | Camerun (bandiera)     | C     | Gustave Bahoken     |
| 16 | Norvegia (bandiera)    | C     | Bjørn Erik Melland  |
| 17 | Norvegia (bandiera)    | A     | Lasse Olsen         |
| 18 | Norvegia (bandiera)    | C     | Karl Oskar Fjørtoft |
| 19 | Norvegia (bandiera)    | D     | Oddbjørn Lie        |
| 20 | Norvegia (bandiera)    | D     | Christian Steen     |
| 21 | Norvegia (bandiera)    | C     | Thomas Pedersen     |
| 22 | Norvegia (bandiera)    | A     | Eirik Hoseth        |
| 23 | Norvegia (bandiera)    | D     | Jon Braaten         |
| 24 | Stati Uniti (bandiera) | P     | Adin Brown          |
| 25 | Norvegia (bandiera)    | A     | Stian Johnsen       |
| 26 | Senegal (bandiera)     | A     | Abdoulaye Mbaye     |
| 29 | Irlanda (bandiera)     | A     | Éamon Zayed         |

## Calciomercato

### Sessione invernale
| Acquisti | Acquisti            | Acquisti    | Acquisti   |
| R.       | Nome                | da          | Modalità   |
| -------- | ------------------- | ----------- | ---------- |
| C        | Karl Oskar Fjørtoft |             | svincolato |
| A        | Stian Johnsen       | Fredrikstad | definitivo |
| A        | Abdoulaye Mbaye     |             | svincolato |

| Cessioni | Cessioni             | Cessioni  | Cessioni   |
| R.       | Nome                 | a         | Modalità   |
| -------- | -------------------- | --------- | ---------- |
| P        | Adam Larsen Kwarasey | Vålerenga | definitivo |
| D        | Fredrik Klock        | Brann     | definitivo |
| D        | Amund Skiri          | Vålerenga | definitivo |
| C        | Jonny Hansen         | Skeid     | definitivo |
| C        | Adam Skumawitz       |           | ritiro     |

### Sessione estiva
| Acquisti | Acquisti         | Acquisti       | Acquisti   |
| R.       | Nome             | da             | Modalità   |
| -------- | ---------------- | -------------- | ---------- |
| C        | Gustave Bahoken  |                | svincolato |
| C        | Bechara Oliveira | Al-Ahli        | definitivo |
| A        | Éamon Zayed      | Bray Wanderers | prestito   |

| Cessioni | Cessioni    | Cessioni | Cessioni   |
| R.       | Nome        | a        | Modalità   |
| -------- | ----------- | -------- | ---------- |
| P        | Andreas Lie | Hødd     | prestito   |
| C        | Rune Berger | Tromsø   | definitivo |

## Risultati

### Eliteserien

#### Girone di andata
| Arbitro: | Staberg (Harstad) |

|                        |           |                              |
| Strand 58’ Helstad 90’ | Marcatori | 33’ Hoseth 60’ (rig.) Berger |

| Arbitro: | Hauge (Bergen) |

|                      |           |            |
| Olsen 89’ Hoseth 90’ | Marcatori | 40’ Occéan |

| Arbitro: | Moen (Haugesund) |

|                                  |           |           |
| Michaelsen 3’ (rig.) Abiodun 81’ | Marcatori | 83’ Aarøy |

| Arbitro: | Olsen (Kristiansand) |

|           |           |                                                |
| Olsen 77’ | Marcatori | 26’ Winters 56’ (aut.) dos Santos 90’ Sæternes |

| Arbitro: | Ditlefsen |

|                                          |           |                |
| Iversen 9’ (rig.) Berre 49’ Ishizaki 70’ | Marcatori | 2’ Guðmundsson |

| Arbitro: | Skjerven (Kaupanger) |

|  |           |            |
|  | Marcatori | 60’ Strand |

| Arbitro: | Øvrebø (Oslo) |

|                     |           |                         |
| Kallio 1’ Husøy 54’ | Marcatori | 80’ Mbaye 88’ Moldskred |

| Bodø 22 maggio 2005, ore 18:00 8ª giornata | Bodø/Glimt        | 0 – 0 referto | Aalesund | Aspmyra Stadion (4.224 spett.)\| Arbitro: \| Edvartsen (Hamar) \| |
| Arbitro:                                   | Edvartsen (Hamar) |               |          |                                                                   |

| Arbitro: | Øvrebø (Oslo) |

|                |           |  |
| dos Santos 67’ | Marcatori |  |

| Arbitro: | Sælen (Bergen) |

|                        |           |  |
| Mifsud 13’ Sundgot 59’ | Marcatori |  |

| Arbitro: | Ditlefsen |

|           |           |                        |
| Olsen 48’ | Marcatori | 65’ Wright 90’ Risholt |

| Oslo 26 giugno 2005, ore 18:00 12ª giornata | Lyn Oslo         | 0 – 0 referto | Aalesund | Bislett Stadion (4.475 spett.)\| Arbitro: \| Moen (Haugesund) \| |
| Arbitro:                                    | Moen (Haugesund) |               |          |                                                                  |

| Arbitro: | Olsen (Kristiansand) |

|                 |           |                        |
| Guðmundsson 21’ | Marcatori | 26’ Nygaard 69’ Gaarde |

#### Girone di ritorno
| Arbitro: | Staberg (Harstad) |

|                                |           |             |
| Lago 4’ (aut.) Guðmundsson 52’ | Marcatori | 40’ Helstad |

| Arbitro: | Krokdal |

|                      |           |           |
| Occéan 50’ Suffo 73’ | Marcatori | 35’ Olsen |

| Arbitro: | Øvrebø (Oslo) |

|                  |           |              |
| Olsen 78’ (rig.) | Marcatori | 67’ E. Olsen |

| Bergen 7 agosto 2005, ore 18:00 17ª giornata | Brann           | 0 – 0 referto | Aalesund | Brann Stadion (14.115 spett.)\| Arbitro: \| Berntsen (Vang) \| |
| Arbitro:                                     | Berntsen (Vang) |               |          |                                                                |

| Arbitro: | Ditlefsen |

|  |           |                         |
|  | Marcatori | 44’ Hoseth 88’ Mathisen |

| Arbitro: | Skjerven (Kaupanger) |

|                 |           |            |
| Årst 78’ (rig.) | Marcatori | 35’ Hoseth |

| Arbitro: | Sandmoen (Kjelsås) |

|           |           |                                                |
| Aarøy 69’ | Marcatori | 37’ Eide Møster 49’ Strande 76’ Ohr 90’ Konate |

| Arbitro: | Edvartsen (Hamar) |

|              |           |              |
| Oliveira 81’ | Marcatori | 19’ T. Olsen |

| Arbitro: | Moen (Haugesund) |

|             |           |                                           |
| Kvisvik 68’ | Marcatori | 13’ Oliveira 20’ Olsen 64’ Holm 70’ Aarøy |

| Arbitro: | Skjerven (Kaupanger) |

|           |           |  |
| Olsen 57’ | Marcatori |  |

| Arbitro: | Moen (Haugesund) |

|                                               |           |                                                                   |
| Valencia 17’, 87’ Borgersen 59’ Strømstad 79’ | Marcatori | 33’ Holm 45’ (rig.), 49’ (rig.) Oliveira 74’ Aarøy 90’ Fredriksen |

| Arbitro: | Staberg (Harstad) |

|                     |           |              |
| Oliveira 42’ (rig.) | Marcatori | 15’ Sørensen |

| Arbitro: | Sælen (Bergen) |

|                                          |           |  |
| Gaarde 20’ Mambo Mumba 34’ Østenstad 90’ | Marcatori |  |

### Norgesmesterskapet
| Arbitro: | Åndal |

|  |           |                                             |
|  | Marcatori | 6’ Guðmundsson 26’, 63’ Moldskred 70’ Mbaye |

| Arbitro: | Thorsø Hansen |

|  |           |                |
|  | Marcatori | 37’, 59’ Aarøy |

| Arbitro: | Krokdal |

|                          |           |              |
| Aarøy 14’, 22’ Olsen 33’ | Marcatori | 26’ Haugland |

| Arbitro: | Berntsen (Vang) |

|                              |           |                     |
| Guntveit 13’ Miller 64’, 73’ | Marcatori | 41’ Holm 90’ Hoseth |

## Statistiche

### Statistiche di squadra
| Competizione       | Punti | In casa | In casa | In casa | In casa | In casa | In casa | In trasferta | In trasferta | In trasferta | In trasferta | In trasferta | In trasferta | Totale | Totale | Totale | Totale | Totale | Totale | DR  |
| Competizione       | Punti | G       | V       | N       | P       | Gf      | Gs      | G            | V            | N            | P            | Gf           | Gs           | G      | V      | N      | P      | Gf     | Gs     | DR  |
| ------------------ | ----- | ------- | ------- | ------- | ------- | ------- | ------- | ------------ | ------------ | ------------ | ------------ | ------------ | ------------ | ------ | ------ | ------ | ------ | ------ | ------ | --- |
| Eliteserien        | 27    | 13      | 4       | 3       | 6       | 13      | 19      | 13           | 2            | 6            | 5            | 17           | 23           | 26     | 6      | 9      | 11     | 30     | 42     | -12 |
| Norgesmesterskapet | -     | 1       | 1       | 0       | 0       | 3       | 1       | 3            | 2            | 0            | 1            | 8            | 3            | 4      | 3      | 0      | 1      | 11     | 4      | +7  |
| Totale             | -     | 14      | 5       | 3       | 6       | 16      | 20      | 16           | 4            | 6            | 6            | 25           | 26           | 30     | 9      | 9      | 12     | 41     | 46     | -5  |

### Andamento in campionato
| Giornata  | 1 | 2 | 3 | 4 | 5 | 6 | 7 | 8 | 9 | 10 | 11 | 12 | 13 | 14 | 15 | 16 | 17 | 18 | 19 | 20 | 21 | 22 | 23 | 24 | 25 | 26 |
| --------- | - | - | - | - | - | - | - | - | - | -- | -- | -- | -- | -- | -- | -- | -- | -- | -- | -- | -- | -- | -- | -- | -- | -- |
| Luogo     | T | C | T | C | T | C | T | T | C | T  | C  | T  | C  | C  | T  | C  | T  | C  | T  | C  | C  | T  | C  | T  | C  | T  |
| Risultato | N | V | P | P | P | P | N | N | V | P  | P  | N  | P  | V  | P  | N  | N  | P  | N  | P  | N  | V  | V  | V  | N  | P  |
| Posizione |   |   |   |   |   |   |   |   |   |    |    |    |    |    |    |    |    |    |    |    |    |    |    |    |    | 11 |

Fonte:  Tippeligaen 2005, su altomfotball.no, Altomfotball. URL consultato il 30 ottobre 2014 (archiviato dall'url originale il 9 ottobre 2014).
Legenda:

Luogo: C = Casa; T = Trasferta. Risultato: V = Vittoria; N = Pareggio; P = Sconfitta.

### Statistiche dei giocatori
| M. Aam         | 6  | 0 | 2 | 0 | ? | ? | ? | ? |  |  |  |  | 6+  | 0+ | 2+ | 0+ |
| T. Aarøy       | 20 | 4 | 3 | 0 | ? | ? | ? | ? |  |  |  |  | 20+ | 4+ | 3+ | 0+ |
| J. Austnes     | 10 | 0 | 0 | 0 | ? | ? | ? | ? |  |  |  |  | 10+ | 0+ | 0+ | 0+ |
| G. Bahoken     | 12 | 0 | 3 | 0 | - | - | - | - |  |  |  |  | 12  | 0  | 3  | 0  |
| R. Berger      | 8  | 1 | 2 | 0 | ? | ? | ? | ? |  |  |  |  | 8+  | 1+ | 2+ | 0+ |
| J. Braaten     | 0  | 0 | 0 | 0 | ? | ? | ? | ? |  |  |  |  | 0+  | 0+ | 0+ | 0+ |
| A. Brown       | 20 | 0 | 0 | 0 | ? | ? | ? | ? |  |  |  |  | 20+ | 0+ | 0+ | 0+ |
| K. Deinoff     | 8  | 0 | 0 | 0 | ? | ? | ? | ? |  |  |  |  | 8+  | 0+ | 0+ | 0+ |
| P. dos Santos  | 14 | 1 | 2 | 0 | ? | ? | ? | ? |  |  |  |  | 14+ | 1+ | 2+ | 0+ |
| H. Ekeberg     | 18 | 0 | 3 | 0 | ? | ? | ? | ? |  |  |  |  | 18+ | 0+ | 3+ | 0+ |
| F. Fagermo     | 11 | 0 | 1 | 0 | ? | ? | ? | ? |  |  |  |  | 11+ | 0+ | 1+ | 0+ |
| K. Fjørtoft    | 17 | 0 | 2 | 0 | ? | ? | ? | ? |  |  |  |  | 17+ | 0+ | 2+ | 0+ |
| T. Fredriksen  | 24 | 1 | 5 | 0 | ? | ? | ? | ? |  |  |  |  | 24+ | 1+ | 5+ | 0+ |
| H. Guðmundsson | 21 | 3 | 3 | 1 | ? | ? | ? | ? |  |  |  |  | 21+ | 3+ | 3+ | 1+ |
| E. Holm        | 19 | 2 | 1 | 0 | ? | ? | ? | ? |  |  |  |  | 19+ | 2+ | 1+ | 0+ |
| E. Hoseth      | 19 | 3 | 5 | 0 | ? | ? | ? | ? |  |  |  |  | 19+ | 3+ | 5+ | 0+ |
| S. Johnsen     | 10 | 0 | 0 | 0 | ? | ? | ? | ? |  |  |  |  | 10+ | 0+ | 0+ | 0+ |
| A. Lie         | 0  | 0 | 0 | 0 | ? | ? | ? | ? |  |  |  |  | 0+  | 0+ | 0+ | 0+ |
| O. Lie         | 0  | 0 | 0 | 0 | ? | ? | ? | ? |  |  |  |  | 0+  | 0+ | 0+ | 0+ |
| A. Mbaye       | 9  | 1 | 0 | 0 | ? | ? | ? | ? |  |  |  |  | 9+  | 1+ | 0+ | 0+ |
| B. Melland     | 17 | 0 | 2 | 0 | ? | ? | ? | ? |  |  |  |  | 17+ | 0+ | 2+ | 0+ |
| M. Moldskred   | 24 | 1 | 3 | 0 | ? | ? | ? | ? |  |  |  |  | 24+ | 1+ | 3+ | 0+ |
| B. Oliveira    | 7  | 5 | 1 | 0 | - | - | - | - |  |  |  |  | 7   | 5  | 1  | 0  |
| L. Olsen       | 24 | 7 | 0 | 0 | ? | ? | ? | ? |  |  |  |  | 24+ | 7+ | 0+ | 0+ |
| T. Pedersen    | 3  | 0 | 0 | 0 | ? | ? | ? | ? |  |  |  |  | 3+  | 0+ | 0+ | 0+ |
| C. Steen       | 15 | 0 | 1 | 0 | ? | ? | ? | ? |  |  |  |  | 15+ | 0+ | 1+ | 0+ |
| P. Werni       | 25 | 0 | 2 | 0 | ? | ? | ? | ? |  |  |  |  | 25+ | 0+ | 2+ | 0+ |
| É. Zayed       | 1  | 0 | 0 | 0 | - | - | - | - |  |  |  |  | 1   | 0  | 0  | 0  |